# Ortalis
Ortalis é um género de aves galliformes, com doze espécies, sendo encontrados principalmente na América do Sul e Central, entretanto, uma espécie, Ortalis vetula, alcança o Texas, na América do Norte. No Brasil, recebem o nome popular de aracuã; nos Estados Unidos da América, México e outros países da América Central, são chamados de chachalacas.
Os aracuãs têm entre 42 e 53 centímetros de comprimento, sendo as menores aves da família Cracidae. O seu aspecto geral é semelhante a um faisão, com asas arredondadas e cauda relativamente longa. As patas são relativamente curtas e amarelas. A plumagem é baça, em tons de marron e cinzento, com a barriga mais clara, muito semelhante em todas as espécies. A zona da face é desprovida de penas e acinzentada, enquanto que a área da garganta apresenta uma pequena mancha vermelha. São aves gregárias, que podem ser encontradas em grupos familiares muito barulhentos. O seu canto é semelhante a um cacarejo.

## Espécies
- Ortalis vetula (Wagler, 1830)
- Ortalis cinereiceps G. R. Gray, 1867
- Ortalis garrula (Humboldt, 1805)
- Ortalis ruficauda Jardine, 1847
- Ortalis erythroptera Sclater e Salvin, 1870
- Ortalis wagleri G. R. Gray, 1867
- Ortalis poliocephala (Wagler, 1830)
- Ortalis canicollis (Wagler, 1830)
- Ortalis leucogastra (Gould, 1843)
- Ortalis columbiana Hellmayr, 1906
- Ortalis guttata (Spix, 1825)
- Ortalis araucuan (Spix, 1825)
- Ortalis squamata (Lesson, 1829)
- Ortalis motmot (Linnaeus, 1766)
- Ortalis ruficeps (Wagler, 1830)
- Ortalis superciliaris G. R. Gray, 1867